# Big Bend National Park
Big Bend National Park is een nationaal park in de Verenigde Staten in de staat Texas. De Rio Grande of Río Bravo vormt over een lengte van 400 kilometer de grens van het park met Mexico. Bij Boquillas del Carmen is de enige (voetgangers)grensovergang.
Big Bend National Park is het grootste beschermde gebied van de Chihuahuawoestijn met een rijke ecologie met meer dan 1.200 plantensoorten, meer dan 450 soorten vogels, 56 soorten reptielen en 75 soorten zoogdieren. Het park beslaat een oppervlakte van 3.242 km².

## Afbeeldingen

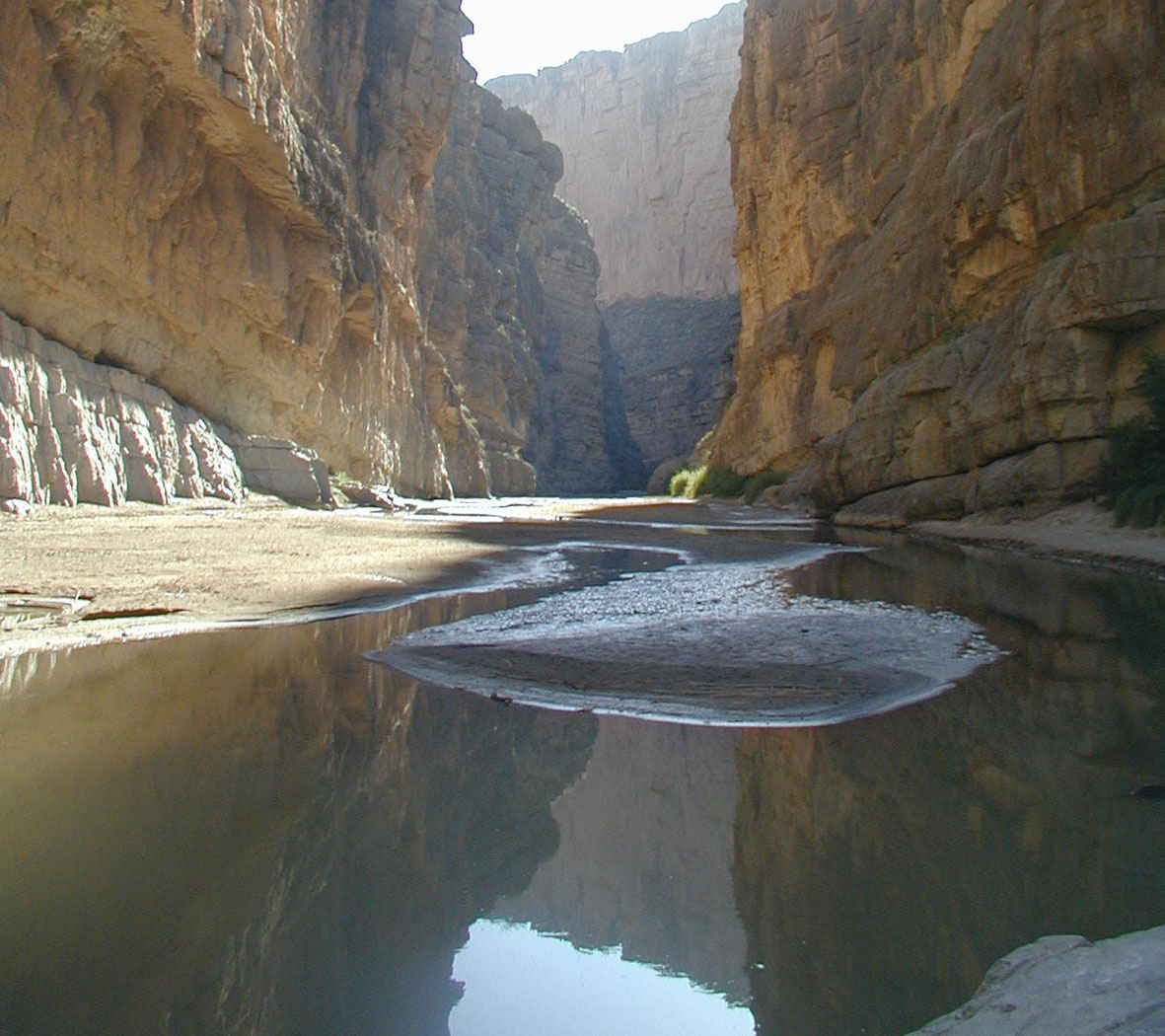
Santa Elena Canyon
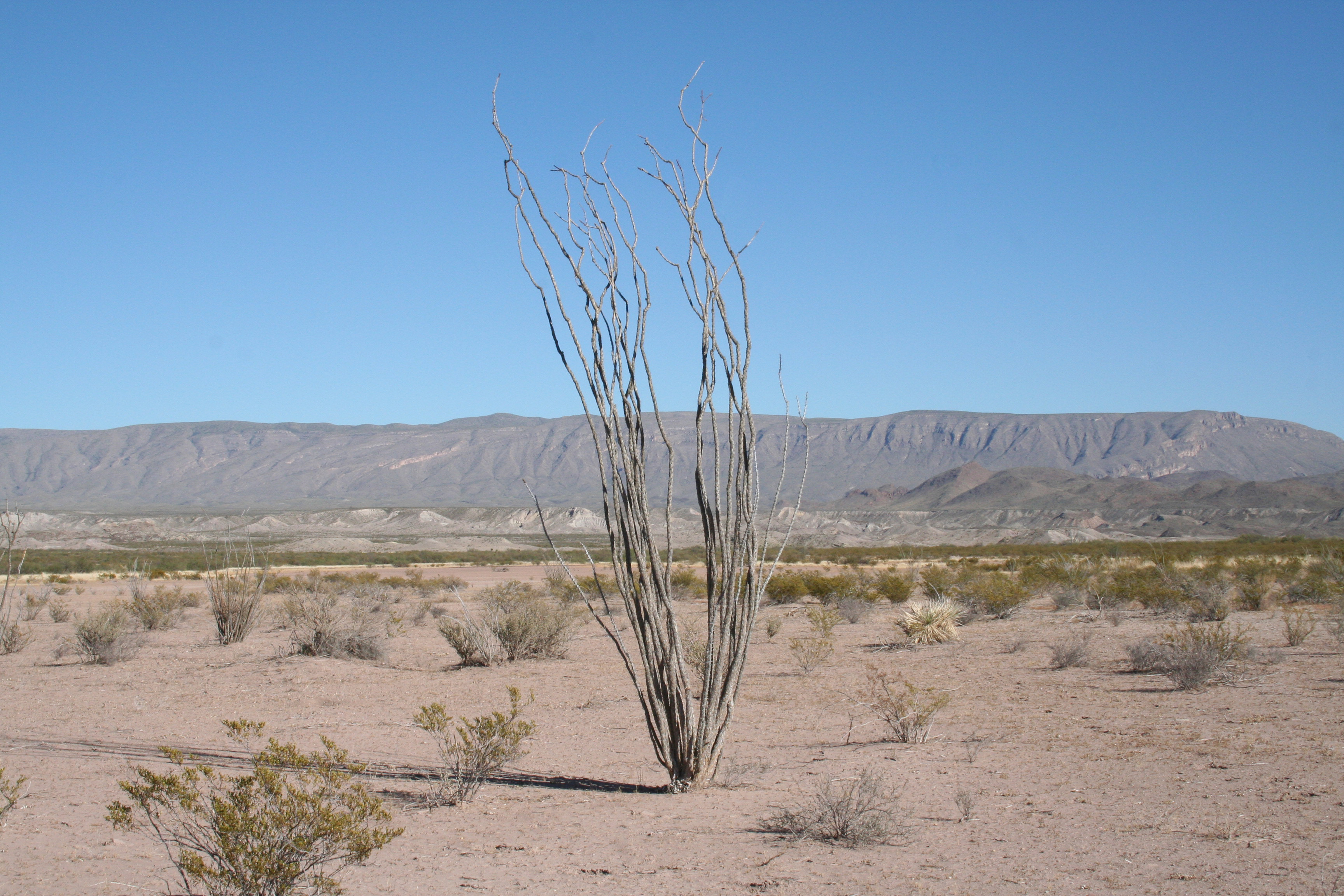
Chihuahuawoestijn in Big Bend
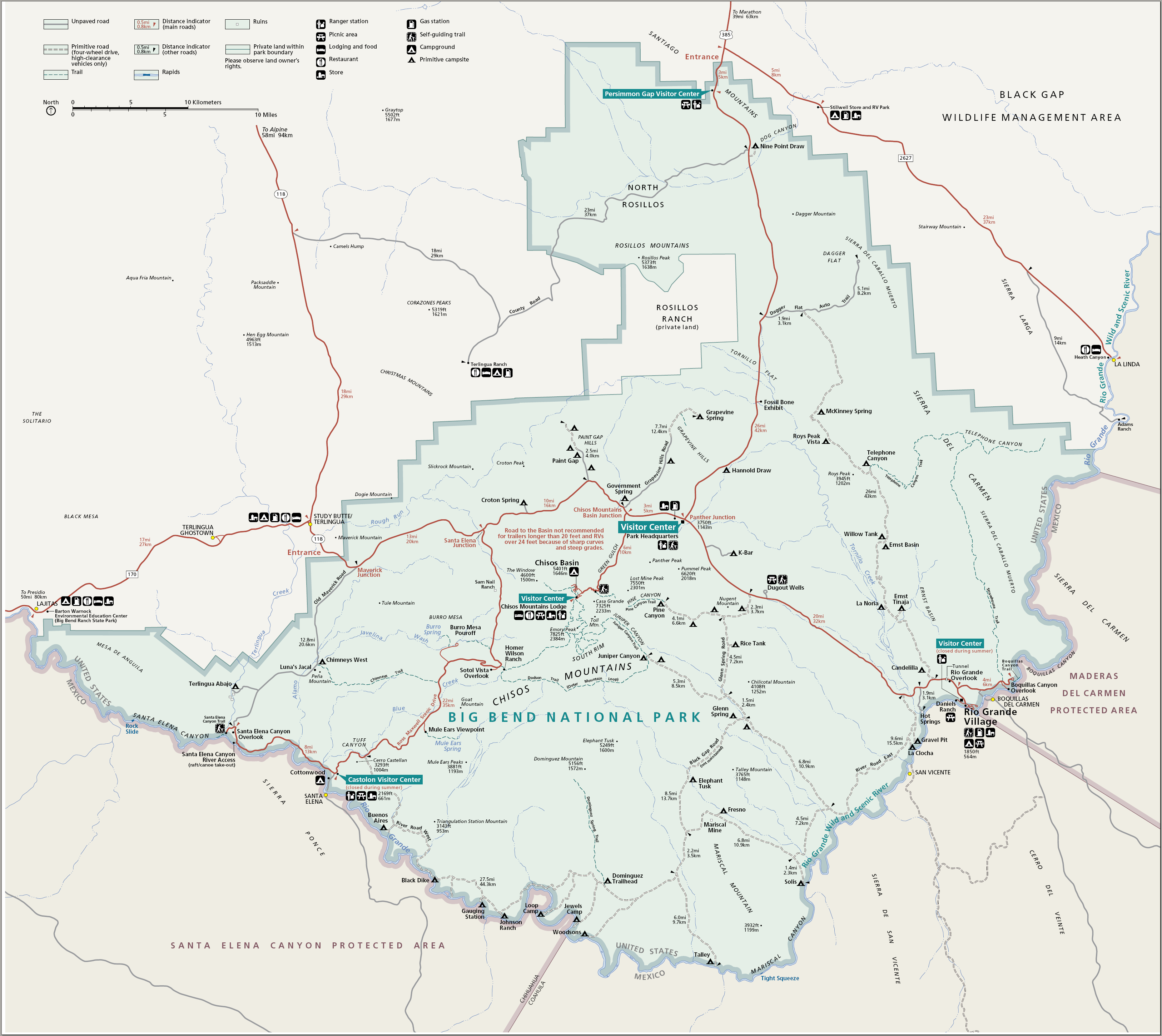
Kaart

Acadia · American Samoa · Arches · Badlands · Big Bend · Biscayne · Black Canyon of the Gunnison · Bryce Canyon · Canyonlands · Capitol Reef · Carlsbad Caverns · Channel Islands · Congaree · Crater Lake · Cuyahoga Valley · Death Valley · Denali · Dry Tortugas · Everglades · Gates of the Arctic · Glacier · Glacier Bay · Grand Canyon · Grand Teton · Great Basin · Great Sand Dunes · Great Smoky Mountains · Guadalupe Mountains · Haleakalā · Hawaii Volcanoes · Hot Springs · Indiana Dunes · Isle Royale · Joshua Tree · Katmai · Kenai Fjords · Kings Canyon · Kobuk Valley · Lake Clark · Lassen Volcanic · Mammoth Cave · Mesa Verde · Mount Rainier · New River Gorge · North Cascades · Olympic · Petrified Forest · Pinnacles · Redwood · Rocky Mountain · Saguaro · Sequoia · Shenandoah · Theodore Roosevelt · Virgin Islands · Voyageurs · Wind Cave · Wrangell-St. Elias · Yellowstone · Yosemite · Zion